# (955) Alstede
(955) Alstede – planetoida z pasa głównego asteroid okrążająca Słońce w ciągu 4 lat i 67 dni w średniej odległości 2,6 au. Została odkryta 5 sierpnia 1921 roku w Landessternwarte Heidelberg-Königstuhl w Heidelbergu przez Karla Reinmutha. Nazwa pochodzi od drugiego imienia Liny Alstede Reinmuth, żony odkrywcy. Przed jej nadaniem planetoida nosiła oznaczenie tymczasowe (955) 1921 JV.